# 12e régiment d'infanterie territoriale
Pour les articles homonymes, voir 12e régiment.
Le 12e régiment d'infanterie territoriale est un régiment d'infanterie de l'armée de terre française qui a participé à la Première Guerre mondiale.

## Création et différentes dénominations
- 19 mars 1875 : création du 12e régiment d'infanterie territoriale

## Historique des garnisons, combats et batailles
Le régiment reçoit son numéro par décret du 19 mars 1875, en prévision de la mobilisation

### Première Guerre mondiale

#### Affectations

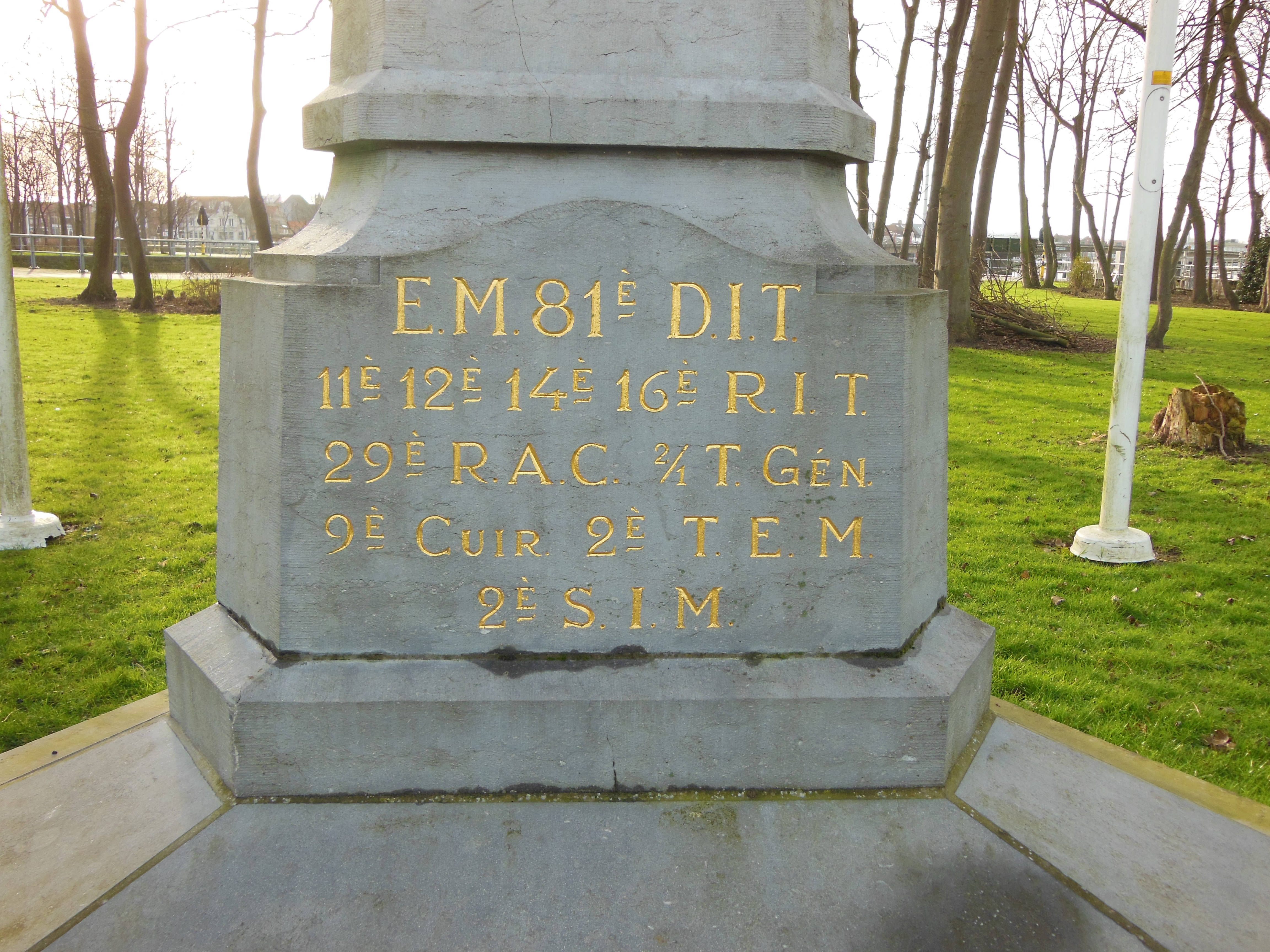
Monument à la à Nieuport en Belgique, avec mention du territorial.

- 81e Division d'Infanterie Territoriale d'août 1914 à décembre 1915
- 87e Division d'Infanterie Territoriale de juin 1916 à avril 1917

#### 1914
Le régiment est formé à Amiens à la mobilisation de 1914. Il quitte Amiens le 5 août 1914 au soir.

#### 1918
En mars, le régiment est renforcé par des hommes provenant du 44e RIT dissous.

#### 1919
Dissous le 31 janvier 1919.

## Drapeau
Il porte, cousues en lettres d'or dans ses plis, les inscriptions suivantes :

Dessin du revers du drapeau du régiment.

- Yser 1914

## Sources et bibliographie
- Historique du 12e régiment territorial pendant la campagne 1914-1918, Paris, H. Charles-Lavauzelle, 1919, 23 p., lire en ligne sur Gallica.